# Хекторов делфин
Хекторов делфин (лат. Cephalorhynchus hectori, енгл. Hector's dolphin, рус. Дельфин Гектора) је врста сисара из породице океанских делфина (Delphinidae) и парвореда китова зубана (Odontoceti). 

## Угроженост
Ова врста се сматра угроженом.

## Распрострањење
Ареал врсте је ограничен на мора Новог Зеланда.

## Станиште
Станиште врсте су морски екосистеми.

## Подврсте
- Cephalorhynchus hectori hectori
- Cephalorhynchus hectori maui